# 调和测度
數學中，調和測度是調和函數理論中出現的一個概念。给定了一个解析函数的模在一个区域 D 边界上的界，能用调和测度去估计函数在区域内部的模。在一个非常相关的领域，一个伊藤扩散 X 的调和测度描绘了 X 撞击 D 边界的分布。

## 定義
设 D 是 n-维欧几里得空间中一个有界开区域，n ≥ 2，记 ∂D 为 D 的边界。任何连续函数 f : ∂D → R 惟一确定一个调和函数 Hf 满足狄利克雷问题：
{\displaystyle {\begin{cases}-\Delta H_{f}(x)=0,&x\in D;\\H_{f}(x)=f(x),&x\in \partial D.\end{cases}}}
如果点 x ∈ D 取定，Hf(x) 确定了 ∂D 上的一个非负拉东测度 ω(x, D)：
{\displaystyle H_{f}(x)=\int _{\partial D}f(y)\,\mathrm {d} \omega (x,D)(y).}
这个测度 ω(x, D) 称为关于区域 D 和点 x 的调和测度。

## 性質
- 对任何 ∂D 中的波萊爾集 E ，调和测度 ω(x, D)(E) 等于Direchlet 问题中边界函数取 E 的示性函数的解在 x 点的取值。故ω(x, D)(E) 是 x 的调和函数。

- 对取定的 D 和  E ⊆ ∂D， ω(x, D)(E) 是x ∈ D 的一个调和函数，且

{\displaystyle 0\leq \omega (x,D)(E)\leq 1;}
{\displaystyle 1-\omega (x,D)(E)=\omega (x,D)(\partial D\setminus E);}
从而，对任何 x 和 D，ω(x, D) 是 ∂D 上的概率测度。
- 只要在 D 中有一点 x 满足 ω(x, D)(E) = 0 ，那么根据极小值原理，ω(x, D)(E) 对任何 x 恒等于 0，在这种情况下称 E 是一个零调和测度集。进一步，如果 Rn 中紧集 K 关于某个区域 D 的调和测度为 0，那么 K 关于任何区域的调和测度都是 0，这种情况当且仅当 K 的调和体积为 0。

## 举例和应用
要计算出一个一般区域的调和测度是困难的，但是对于平面 R2 上一些常见的区域的边界上某些子集，我们可以直接写出调和测度。
- D 为圆域，E ⊆ ∂D 是长为 2α 的圆弧，设 θ(x) 为点 x ∈ D 对圆弧 E 的视角，则：

{\displaystyle \omega (x,D)(E)={\frac {\theta (x)-\alpha }{\pi }}.}
- D 为以原点为中心内外半径为 r、R 的圆环域，E1、E2 分别为内外边界，则对所有 x ∈ D 有：

{\displaystyle \omega (x,D)(E_{1})={\frac {\log R-\log |x|}{\log R-\log r}};}
{\displaystyle \omega (x,D)(E_{2})={\frac {\log |x|-\log r}{\log R-\log r}}.}
若已知调和函数的模在边界上的估计，利用调和测度就可得到内部模的一个估计。譬如，如果 ∂D 分为 E1 和 E2 两部分（多部分一样），设调和函数 f 的模长在 E1、E2 上分别有界 M1、M2，那么 f 在 D 内部 x 点有界：
{\displaystyle |f(x)|\leq \omega (x,D)(E_{1})M_{1}+\omega (x,D)(E_{2})M_{2}\;.}
设 D、E1、E2 为第二个例子，取 f(x) = |log(h(x))|，这里 h(x) 是环域上一个全纯函数，我们便可得到阿达马的三圆定理。

## 擴散的調和測度
考虑始于区域 D 内部某一点 x 的一个取 Rn 值的 Itō 扩散 X，具有规律 Px。假设我们要知道 X 逃逸出 D 的点分布。譬如，实数轴上开始于 0 点，位于区间 (−1, +1) 的标准布朗运动，在 −1 的概率是 1/2，在 +1 的概率是 1/2，所以 Bτ(−1, +1) 是集合{−1, +1} 上的一致分布。
一般的，如果 G 紧嵌入 Rn，那么 X 在 G 的 ∂G的调和测度（或撞击分布）为测度 μGx，定义为：
{\displaystyle \mu _{G}^{x}(F)=\mathbf {P} ^{x}{\big [}X_{\tau _{G}}\in F{\big ]}}
对 x ∈ G 和 F ⊆ ∂G。
回到首先布朗运动的例子，我们可以证明如果 B 是一个 Rn 内开始于 x ∈ Rn 的布朗运动，且 D ⊂ Rn 是一个以 x 为中心的开球体，那么 B 在 ∂D 的调和测度在 D 绕 x 的所有旋转下是不变的，从而调和测度等于 ∂D 上的曲面测度。